# Вуст-Фішбек
Вуст-Фішбек (нім. Wust-Fischbeck) — громада в Німеччині, розташована в землі Саксонія-Ангальт. Входить до складу району Штендаль. Складова частина об'єднання громад Ельбе-Гафель-Ланд.
Площа — 68,18 км2. Населення становить 1221 ос. (станом на 31 грудня 2021).